# Coryphaenoides serrulatus
Coryphaenoides serrulatus és una espècie de peix de la família dels macrúrids i de l'ordre dels gadiformes.

## Morfologia
- Els mascles poden assolir 45 cm de llargària total.[2][3]

## Hàbitat
És un peix d'aigües profundes que viu entre 540-2070 m de fondària.

## Distribució geogràfica
Es troba al Pacífic sud-occidental: Nova Zelanda, Mar de Tasmània, sud de Tasmània i Austràlia (Victòria).